# Нейпьидо (аэропорт)

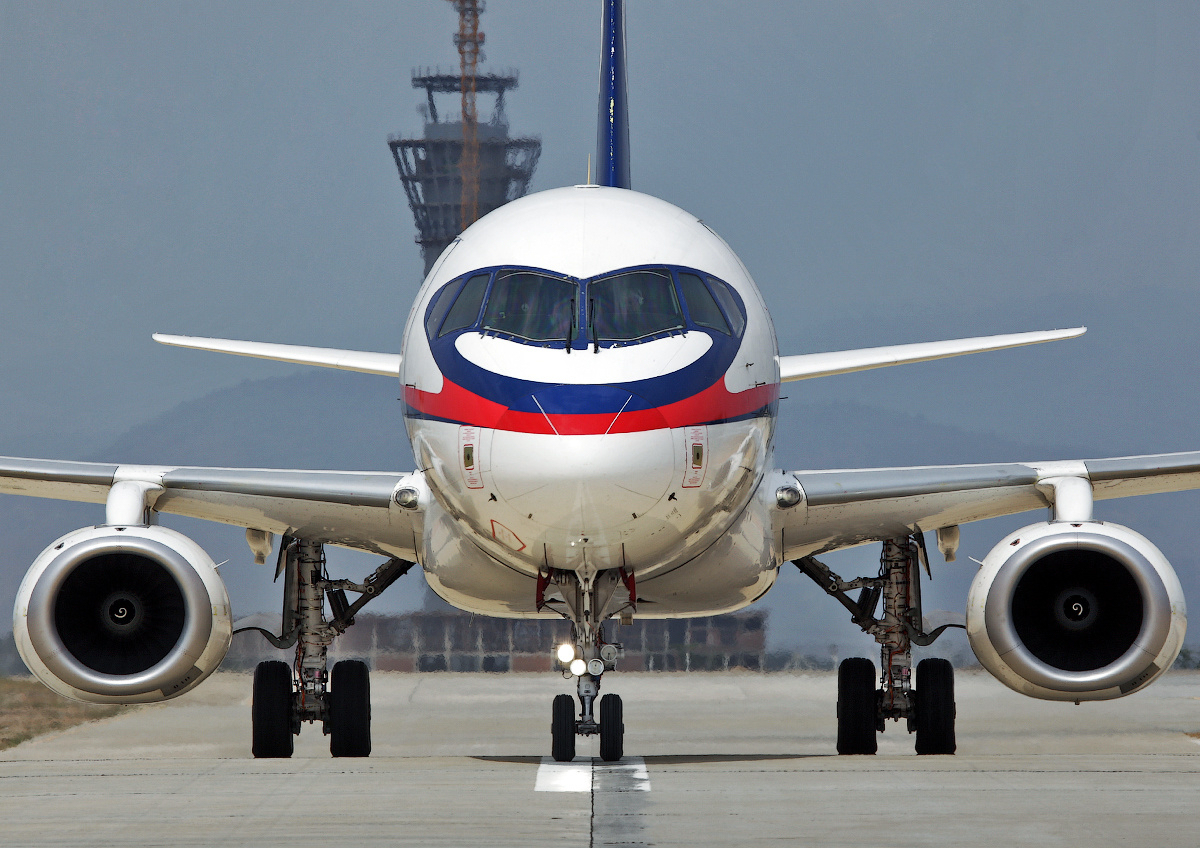
Сухой Superjet в аэропорту.

Международный аэропорт Нейпьидо (ИАТА: NYT, ИКАО: VYNT); бирм. နေပြည်တော် အပြည်ပြည်ဆိုင်ရာ လေဆိပ်), ранее — Аэропорт Эла — международный аэропорт, расположенный в 16 километрах юго-западнее от города Нейпьидо, столицы Мьянмы. До основания Нейпьидо он являлся аэропортом соседнего города Лью. Аэропорт официально был открыт 19 декабря 2011 года.

## Строительство
Аэропорт способен обслуживать 3,5 миллиона пассажиров в год. Дизайн аэропорта был разработан сингапурской компанией CPG Consultants Pte. Ltd, ранее спроектировавшей новый терминал международного аэропорта Янгона, а также сингапурский аэропорт Чанги и несколько аэропортов во Вьетнаме и Лаосе. Строительные работы, выполненные Asia World Company начались в январе 2009 года. По завершении проекта аэропорт должен иметь две взлетно-посадочные полосы и три терминала с современным оборудованием. Строительство проходило в три этапа.

### Этап 1
Этап 1, прошедший в период с 2009 по 2011 год, включает в себя:
- Здание аэропорта, рассчитанное на 3,5 миллиона пассажиров
- ВПП длиной 3700 м и шириной 30,5 м.
- Перрон длиной 403 м и шириной 336 м общей площадью 135 408 м², на котором одновременно могут парковаться 10 самолётов.
- Посадочные трапы
- Пристройку к аэропорту
- Диспетчерскую вышку
- Автостоянку

Ежегодно два миллиона международных пассажиров а также 1,5 миллиона местных пассажиров могут использовать главное здание аэропорта, состоящее из:
- главного зала площадью 17 174 м².
- восточного и западного залов площадью 3224 м² каждый
- северного зала площадью 5912 м².

Общая площадь цокольного, первого и второго этажей здания составляет 63 000 м².
Здание аэропорта представляет собой двухэтажное здание с железобетонным каркасом. Первый этаж предназначен для прибытия рейсов, а второй этаж — для отправления. Западный зал предназначен для местных пассажиров, восточный зал и северный зал — для пассажиров международных рейсов.
Подъездная дорога к аэропорту с четырёхполосным движением имеет длину 1500 метров. Размер парковки составляет 200 × 107 метров. Диспетчерская вышка высотой 62 метра может контролировать все строительные задачи первой, второй и третьей очереди проекта.

### Этап 2
Второй этап проекта расширения включает в себя строительство перрона размером 365 × 365 м перед уже построенным зданием аэропорта, перрона для частных самолётов и строительство ещё четырёх посадочных трапов в здании аэропорта, здание бортового питания, правительственного терминала и ремонтной базы.

### Этап 3
Третий этап включает в себя строительство ещё 17 посадочных мостиков, двойной параллельной рулежной дорожки размером 365 × 30 метров, второй взлетно-посадочной полосы размером 3650 × 30 м, двух параллельных рулежных дорожек, четырёх рулежных дорожек размером 650 × 100 м, четырёх рулежных дорожек размером 550 × 100 м и перрона для грузовых самолётов. После завершения третьего этапа аэропорт сможет обслуживать 10,5 млн пассажиров в год и станет более современным и сложным, чем международный аэропорт Янгон и международный аэропорт Мандалай.